# Насівантіву (Грама Ніладхарі)
Грама Ніладхарі Насівантіву (№ 205C) — Грама Ніладхарі підрозділу ОС Коралай-Патту, округ Баттікалоа, Східна провінція, Шрі-Ланка.

## Демографія
| Населення (2007) | Населення (2007) | Населення (2007) | Населення (2007) | Населення (2007) |
| Населення        | Чоловіки         | Жінки            | Діти             | Дорослі          |
| ---------------- | ---------------- | ---------------- | ---------------- | ---------------- |
| 1060             | 494              | 566              | 510              | 550              |